# Rainer Barzel
Rainer Candidus Barzel (Braunsberg, 20 giugno 1924 – Monaco di Baviera, 26 agosto 2006) è stato un politico tedesco.

## Biografia

### Origini
Nato a Braunsberg, nell'allora provincia della Prussia occidentale, proveniente da una famiglia di sette figli, è figlio di un insegnante di scuola superiore.

### Formazione e vita privata
Ha frequentato la scuola secondaria a Berlino, dove si è trasferita la sua famiglia. È quindi membro dell'associazione dei scolari e studenti cattolici del Bund Neudeutschland, vicino al Partito di Centro Tedesco. Dopo un anno al Canisius-Kolleg, una scuola gesuita, conseguì l'Abitur nel 1941 in una scuola superiore di studi umanistici.
Chiamato nella Wehrmacht nel 1941, prese parte alla seconda guerra mondiale nell'aviazione navale. Terminò la guerra come professore di tattica aerea presso la scuola di marina di Kiel, con il grado di tenente ottenuto nel 1943. Decorato con la Croce di ferro di seconda classe, resterà un riservista.
Dopo la guerra, ha studiato giurisprudenza e economia nazionale presso l'Università di Colonia ed è membro della Katholische Studentenverein Borussia Königsberg zu Köln, una società studentesca cattolica. Nel 1949, svolse il primo esame di Stato e ottenne un dottorato in giurisprudenza sotto la direzione del filosofo Ernst von Hippel. Rinuncia tuttavia a passare il secondo esame di stato e integra l'amministrazione.

## Carriera politica

### Inizi
Entrato in politica dopo la seconda guerra mondiale facendosi strada: È stato il portavoce del gruppo parlamentare CDU-CSU al Bundestag tra il 1964 e 1972, e presidente dell'Unione Cristiano-Democratica (CDU) tra il 1971 e il 1973. Nelle elezioni federali del 1972 ha corso per la carica di cancelliere, ma alla fine ha perso contro il socialdemocratico Willy Brandt della SPD.

### Elezioni federali del 1972
Le elezioni federali del 1972 sono comunemente considerate come un referendum su l'Ostpolitik del cancelliere Willy Brandt, che ha portato a normalizzare le relazioni tra la Repubblica Federale di Germania (RDT) e altri paesi del blocco orientale, al quale Barzel si oppose fortemente. Il piano della Democrazia Cristiana era che, nel caso in cui la mozione avesse avuto successo, Barzel sarebbe succeduto a Brandt come cancelliere federale. Nel maggio del 1972 Barzel e la CDU/CSU hanno tentato di prosperare una mozione di sfiducia (Mißtrauensvotum) contro il governo di Brandt, che non è riuscita solo per due voti. In seguito si apprese che i due parlamentari democratici cristiani avevano ricevuto tangenti da parte del Ministero per la Sicurezza di Stato della RDT. Dopo il fallimento parlamentare della CDU, il governo socialdemocratico ha reagito chiedendo elezioni federali, che ha vinto con decisione, costituendo l'unica volta tra il 1949 e il 1998 quando l'SPD superò la coalizione CDU/CSU.

### Ministro federale e presidente del Bundestag
Barzel fu ministro delle relazioni intracomunitarie (1982-1983) durante il primo governo di Helmut Kohl e presidente del Bundestag (1983-1984).

### Ritiro dalla politica e morte

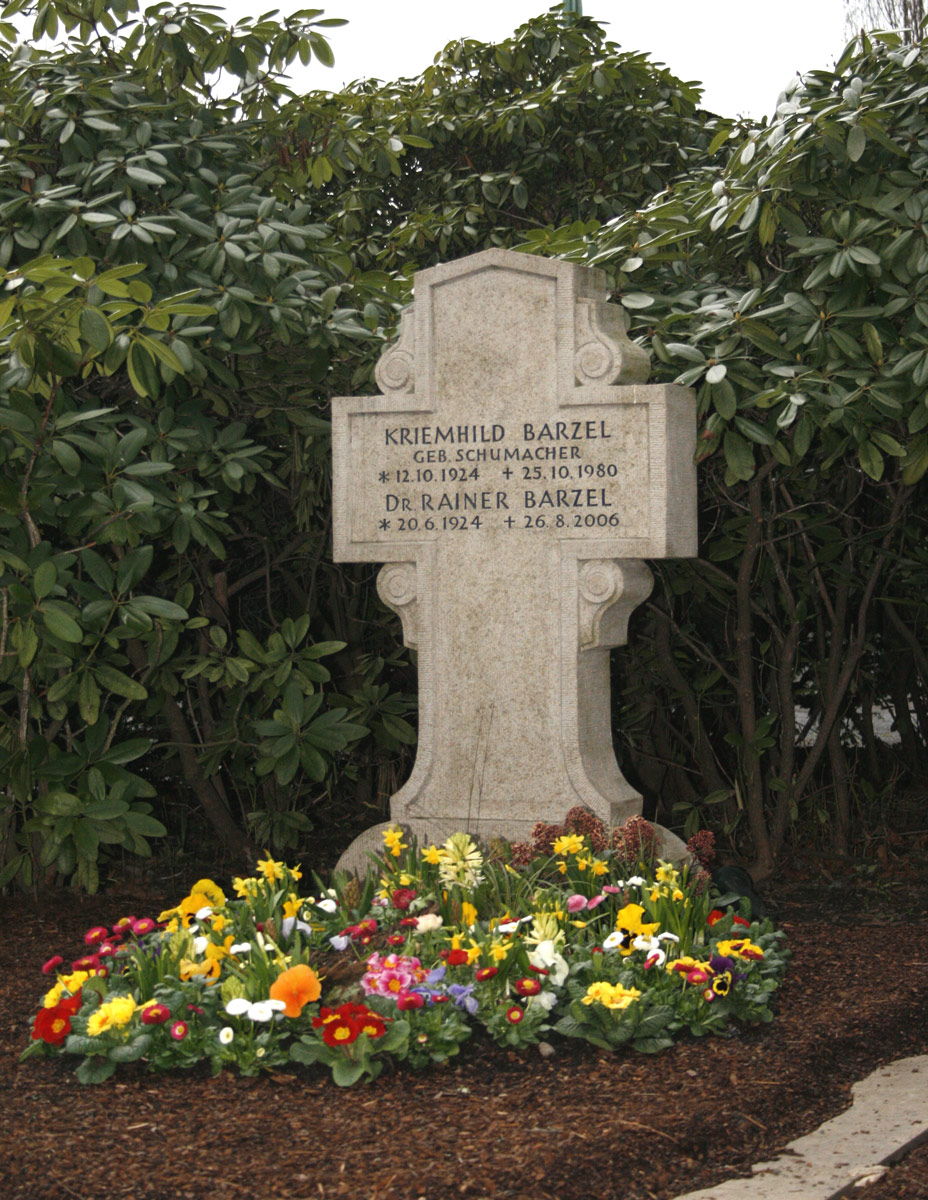
Tomba comune di Rainer Barzel e della sua prima moglie Kriemilde nel Cimitero centrale a Bad Godesberg

Si è ritirato dalla politica nel 1984 dopo essere stato collegato al cosiddetto "scandalo Flick".
Rainer Barzel è morto il 26 agosto 2006 a Monaco di Baviera, all'età di 82 anni, dopo una lunga e grave malattia. Era dipendente dalla sedia a rotelle dopo l'ospedalizzazione tra il gennaio e il maggio 2006.
Il 5 settembre 2006, ha avuto luogo nel Duomo di Bonn un Pontifikalrequiem, il sermone tenuto dal cardinale Karl Lehmann. Il 22 settembre 2006 è stato onorato con un funerale nella sala plenaria del Bundestag tedesco a Berlino. Ha parlato il suo successore nell'ufficio di presidente del Bundestag, Norbert Lammert, il suo vecchio compagno, avversario politico e amico personale l'ex cancelliere Helmut Schmidt e la cancelliera Angela Merkel.

## Vita privata

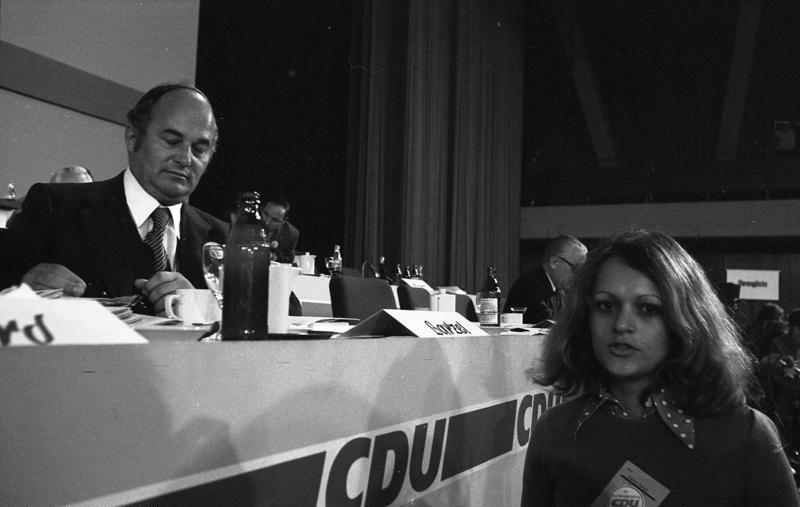
Barzel ad un congresso del partito nel 1972 con sua figlia Claudia

Rainer Barzel è stato sposato tre volte: con la sua prima moglie Kriemhild, che ha incontrato a Berlino nel 1940 e sposata nel 1948, ha avuto una figlia, nata nel 1949, Claudia, che si è tolta la vita nel 1977. Kriemhild Barzel morì nel 1980 dopo una lunga malattia di leucemia a Monaco tra le sue braccia. Tre anni dopo, Barzel sposò Helga Henselder-Barzel, che in seguito divenne presidente di Welthungerhilfe, che morì il 15 dicembre 1995 in un incidente automobilistico nei pressi di Solms (Assia). Nel 1997, Rainer Barzel sposò l'attrice Ute Cremer, con cui visse fino a poco tempo fa a Monaco.

## Pubblicazioni
- Die geistigen Grundlagen der politischen Parteien. Bonn, Schwippert 1947
- Souveränität und Freiheit. Eine Streitschrift. Köln, Pick 1950
- Die deutschen Parteien. Geldern, Schaffrath 1952
- Karl Arnold. Grundlegung christlich-demokratischer Politik in Deutschland. Eine Dokumentation. Bonn, Berto 1960
- Untersuchungen über das geistige und gesellschaftliche Bild der Gegenwart und die künftigen Aufgaben der CDU, Dortmund 1962
- Gesichtspunkte eines Deutschen. Düsseldorf, Econ 1968
- Es ist noch nicht zu spät. München, Droemer Knaur 1976
- Auf dem Drahtseil. München, Droemer Knaur 1978
- Unterwegs – Woher und wohin? München, Droemer Knaur 1982
- Im Streit und umstritten. Anmerkungen zu Konrad Adenauer, Ludwig Erhard und den Ostverträgen. Berlin, Ullstein 1986
- Geschichten aus der Politik. Persönliches aus meinem Archiv. Berlin, Ullstein 1987
- Plädoyer für Deutschland. Berlin, Ullstein 1988
- Die Tür blieb offen – Ostverträge-Misstrauensvotum-Kanzlersturz. Bonn, Bouvier 1998, ISBN 3-416-02836-8
- Ein gewagtes Leben. Stuttgart, Hohenheim 2001, ISBN 3-89850-041-1

## Premi e riconoscimenti
- 1944: fermaglio frontale in oro
- La città di Paderborn, in cui ha avuto il suo collegio elettorale federale, gli ha conferito la cittadinanza onoraria nel 1984.
- Barzel era un membro onorario delle associazioni studentesche cattoliche K.St.V. Alania-Wroclaw per Aachen e K.St.V. Unitas-Wroclaw Cologne e K.D.St.V. Grotenburg a Colonia.